# Egídio de Araújo Pereira Júnior
Egídio de Araújo Pereira Júnior Río de Janeiro, Brasil, 16 de junio de 1986), conocido simplemente como Egídio, es un futbolista brasileño. Juega como defensa y su equipo actual es el Fluminense del Brasileirão.

## Carrera

### Paraná
Nacido en Río de Janeiro, Egídio tuvo un breve préstamo con Paraná a principios de 2007 y otro préstamo a Juventude en 2008, esta vez jugando en la Série B brasileña.

### Figueirense
El 26 de mayo de 2009, Flamengo cedido Egidio a Figueirense, para jugar en el Campeonato Brasileiro Serie B.

### Cruzeiro
Egídio jugó para Cruzeiro de 2013 a 2014, ganando el título de la liga brasileña dos veces durante este período.

### Dnipro
El 6 de enero de 2015, Egídio se unió al club ucraniano Dnipro.

### Palmeiras
Después de haber rescindido el contrato con el Dnipro Dnipropetrovsk, el 31 de marzo Egidio firmó contrato con el Palmeiras hasta el año 2017.

### Retorno al Cruzeiro
El 29 de noviembre de 2017, Egidio fue contratado por el Cruzeiro.

### Fluminense
Tras su salida del Cruzeiro, fichó por el Fluminense para la temporada 2020.

## Estadísticas
Actualizado al último partido disputado el 16 de julio de 2020.
| Flamengo · Brasil |               |               |     |    |     |    |    |    |    |     |     |    |
| 1.ª | 2003          | 0             | 0   | 1  | 0   | 0  | 0  | 0  | 0  | 1   | 0   |    |
| 1.ª | 2005          | 0             | 0   | 1  | 0   | 0  | 0  | -  | -  | 1   | 0   |    |
| 1.ª | 2006          | 1             | 0   | 2  | 0   | 0  | 0  | -  | -  | 3   | 0   |    |
| 1.ª | 2007          | 6             | 0   | -  | -   | -  | -  | -  | -  | 6   | 0   |    |
| 1.ª | 2008          | 1             | 0   | 5  | 0   | -  | -  | 0  | 0  | 6   | 0   |    |
| 1.ª | 2009          | 0             | 0   | 5  | 0   | 0  | 0  | 0  | 0  | 5   | 0   |    |
| 1.ª | 2011          | 3             | 1   | 11 | 0   | 3  | 0  | 0  | 0  | 17  | 1   |    |
| Total club | Total club    | 11            | 1   | 25 | 0   | 3  | 0  | 0  | 0  | 39  | 1   |    |
| Paraná · Brasil |               |               |     |    |     |    |    |    |    |     |     |    |
| 1.ª | 2007          | 0             | 0   | 16 | 1   | -  | -  | 10 | 1  | 26  | 2   |    |
| Total club | Total club    | 0             | 0   | 0  | 0   | 0  | 0  | 10 | 1  | 26  | 2   |    |
| Juventude · Brasil |               |               |     |    |     |    |    |    |    |     |     |    |
| 2.ª | 2008          | 14            | 2   | -  | -   | -  | -  | -  | -  | 14  | 2   |    |
| Total club | Total club    | 14            | 2   | 0  | 0   | 0  | 0  | 0  | 0  | 14  | 2   |    |
| Figueirense · Brasil |               |               |     |    |     |    |    |    |    |     |     |    |
| 2.ª | 2009          | 26            | 4   | 0  | 0   | -  | -  | -  | -  | 26  | 4   |    |
| Total club | Total club    | 26            | 4   | 0  | 0   | 0  | 0  | 0  | 0  | 26  | 4   |    |
| Vitória · Brasil |               |               |     |    |     |    |    |    |    |     |     |    |
| 1.ª | 2010          | 30            | 1   | 12 | 1   | 10 | 0  | 2  | 0  | 54  | 2   |    |
| Total club | Total club    | 30            | 1   | 12 | 1   | 10 | 0  | 2  | 0  | 54  | 2   |    |
| Ceará · Brasil |               |               |     |    |     |    |    |    |    |     |     |    |
| 1.ª | 2011          | 11            | 1   | -  | -   | -  | -  | 2  | 0  | 13  | 1   |    |
| Total club | Total club    | 11            | 1   | 0  | 0   | 0  | 0  | 2  | 0  | 13  | 1   |    |
| Goiás · Brasil |               |               |     |    |     |    |    |    |    |     |     |    |
| 2.ª | 2012          | 33            | 2   | 20 | 3   | 8  | 3  | -  | -  | 61  | 8   |    |
| Total club | Total club    | 33            | 2   | 20 | 3   | 8  | 3  | 0  | 0  | 61  | 8   |    |
| Cruzeiro · Brasil |               |               |     |    |     |    |    |    |    |     |     |    |
| 1.ª | 2013          | 35            | 0   | 10 | 1   | 5  | 1  | -  | -  | 50  | 2   |    |
| 1.ª | 2014          | 31            | 1   | 6  | 0   | 5  | 0  | 6  | 0  | 48  | 1   |    |
| Dnipro · Ucrania |               |               |     |    |     |    |    |    |    |     |     |    |
| 1.ª | 2014-15       | 1             | 0   | -  | -   | -  | -  | 4  | 0  | 5   | 0   |    |
| Total club | Total club    | 1             | 0   | 0  | 0   | 0  | 0  | 4  | 0  | 5   | 0   |    |
| Palmeiras · Brasil |               |               |     |    |     |    |    |    |    |     |     |    |
| 1.ª | 2015          | 30            | 1   | -  | -   | 6  | 0  | -  | -  | 36  | 1   |    |
| 1.ª | 2016          | 14            | 0   | 11 | 0   | 1  | 0  | 4  | 1  | 30  | 1   |    |
| 1.ª | 2017          | 21            | 1   | 9  | 0   | 2  | 0  | 2  | 0  | 34  | 1   |    |
| Total club | Total club    | 65            | 2   | 20 | 0   | 9  | 0  | 6  | 1  | 100 | 3   |    |
| Cruzeiro · Brasil |               |               |     |    |     |    |    |    |    |     |     |    |
| 1.ª | 2018          | 25            | 0   | 12 | 0   | 7  | 0  | 10 | 0  | 54  | 0   |    |
| 1.ª | 2019          | 25            | 0   | 12 | 1   | 3  | 0  | 7  | 0  | 47  | 1   |    |
| Total club | Total club    | 116           | 1   | 40 | 2   | 20 | 1  | 23 | 0  | 199 | 4   |    |
| Fluminense · Brasil |               |               |     |    |     |    |    |    |    |     |     |    |
| 1.ª | 2020          | 0             | 0   | 11 | 0   | 3  | 0  | 2  | 0  | 16  | 0   |    |
| Total club | Total club    | 0             | 0   | 11 | 0   | 3  | 0  | 2  | 0  | 16  | 0   |    |
| Total carrera | Total carrera | Total carrera | 307 | 14 | 144 | 8  | 60 | 4  | 49 | 2   | 560 | 27 |
| (1) Incluye datos de la Copa Brasil (2) Incluye datos de la Copa Sudamericana, la Liga Europa de la UEFA y la Copa Libertadores |               |               |     |    |     |    |    |    |    |     |     |    |

## Títulos

### Campeonatos regionales
| Título             | Club     | País   | Año  |
| ------------------ | -------- | ------ | ---- |
| Campeonato Carioca | Flamengo | Brasil | 2008 |
| Taça Guanabara     | Flamengo | Brasil | 2008 |
| Campeonato Carioca | Flamengo | Brasil | 2009 |
| Taça Río           | Flamengo | Brasil | 2009 |
| Campeonato Baiano  | Vitória  | Brasil | 2010 |
| Copa do Nordeste   | Vitória  | Brasil | 2010 |
| Campeonato Carioca | Flamengo | Brasil | 2011 |
| Taça Río           | Flamengo | Brasil | 2011 |
| Taça Guanabara     | Flamengo | Brasil | 2011 |
| Campeonato Goiano  | Goiás    | Brasil | 2012 |
| Campeonato Mineiro | Cruzeiro | Brasil | 2014 |
| Campeonato Mineiro | Cruzeiro | Brasil | 2018 |
| Campeonato Mineiro | Cruzeiro | Brasil | 2019 |

### Campeonatos nacionales
| Título                          | Club      | País   | Año  |
| ------------------------------- | --------- | ------ | ---- |
| Copa de Brasil                  | Flamengo  | Brasil | 2006 |
| Campeonato Brasileño de Serie B | Goiás     | Brasil | 2012 |
| Campeonato Brasileño de Serie A | Cruzeiro  | Brasil | 2013 |
| Campeonato Brasileño de Serie A | Cruzeiro  | Brasil | 2014 |
| Copa de Brasil                  | Palmeiras | Brasil | 2015 |
| Campeonato Brasileño de Serie A | Palmeiras | Brasil | 2016 |
| Copa de Brasil                  | Cruzeiro  | Brasil | 2018 |